# برو برو
«برو برو» تک‌آهنگی از آرش هنرمند اهل ایران مقیم سوئد است که در سال ۲۰۰۴ میلادی منتشر شد. این تک‌آهنگ در آلبوم آرش قرار دارد.
این تک‌آهنگ در چارت‌های سوئد در رتبه اول و در چارت‌های سوئیس جزو ده ترانه اول قرار گرفت.
این آهنگ در بین پربازدیدترین موزیک ویدیوهای فارسی در یوتیوب قرار دارد